# John Hoben
John Grey Hoben (Nova York, maig de 1884 – Long Island, 5 de juliol de 1915) va ser un remer estatunidenc que va competir a primers del segle xx.
El 1904 va prendre part en els Jocs Olímpics de Saint Louis, on va guanyar la medalla de plata en la prova de doble scull del programa de rem, fent parella amb Joseph McLoughlin.